# N5200
N5200（エヌゴーニーマルマル）は日本電気（現NECパーソナルコンピュータ）が開発・販売していたパソコンのシリーズ名であるが、オフコン・ワークステーションに分類されることもある。最初のモデル「N5200 モデル05」は1981年7月に発表され、12月に出荷が開始された。またN5200シリーズの発展形として、N5300シリーズも存在した。
日本国外においては「Advanced Personal Computer」の頭文字を取ったAPCシリーズ（en:APC series）として販売された。

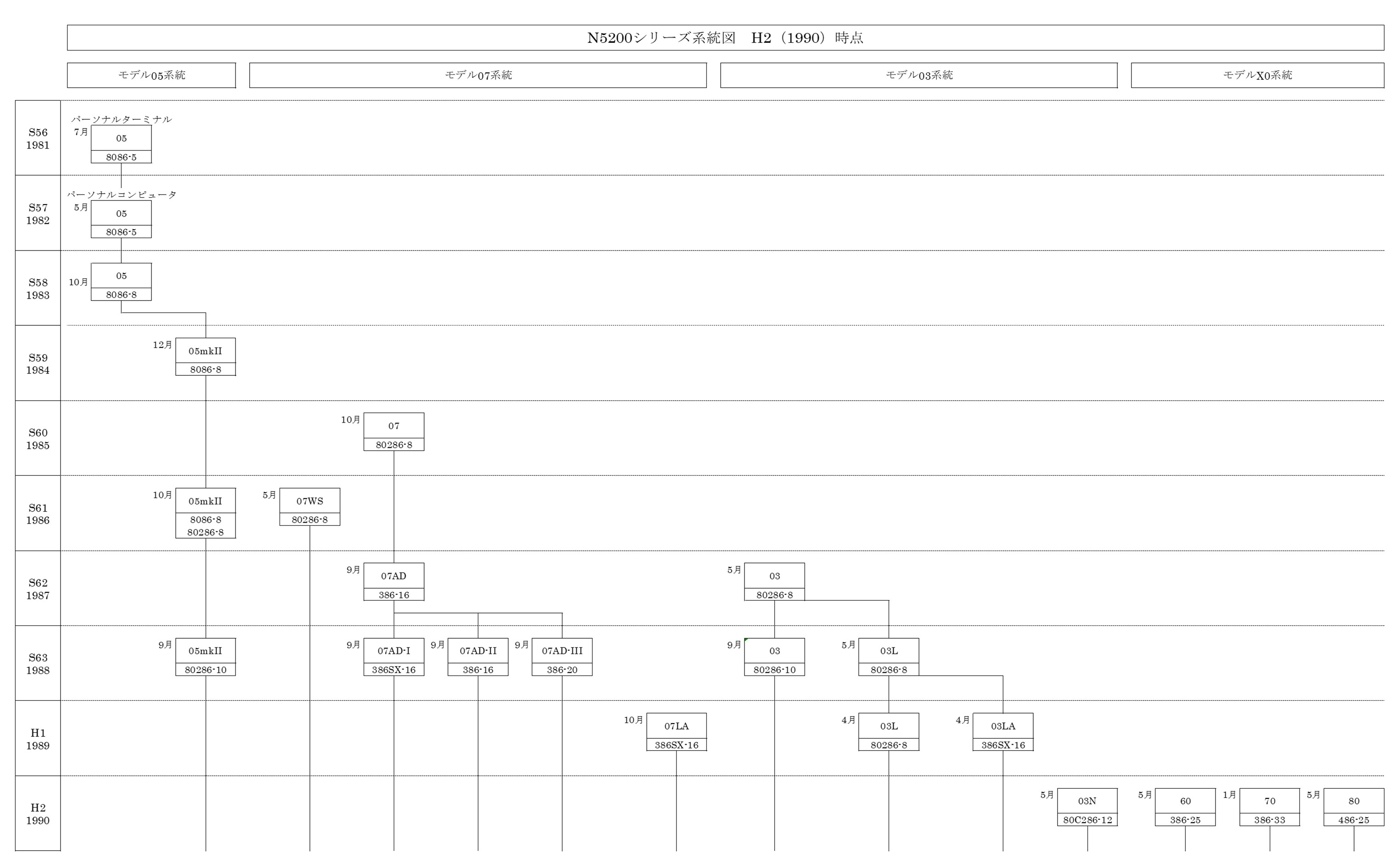
N5200シリーズ系統図（1990年時点）

## 概要
通常はスタンドアロン利用のためのアプリケーションソフトも用意され、ローカルのハードディスクをデータストアとして利用できる。スタンドアロン利用の際に使用されるオペレーティングシステム (OS) はPTOSというものである（オフィスプロセッサ（N6300は除く）と連携して動作している時にはNTOSもしくは、専用ワークステーション版のITOSにて稼動）。
通信系のオプションを装着することによりACOS系メインフレームの端末として機能したほか、N6300/N6500/S3050/S3100Sモデル系のオフィスプロセッサのターミナルコントローラとしても機能し、N5200を介して電子組版システムを実現したN5170もある。
派生系としてはワードプロセッサに特化した文豪シリーズのほか、POSシステム向けキャッシュレジスター型端末、及びメインフレームのコンソールがあった。キャッシュレジスタは、N5200ベースのハードウェアをベースに、キャッシュレジスター型のキーボードやレシート・ジャーナルプリンター、CRTディスプレイまたはキャラクタディスプレイ（レジ係および顧客用）を備えた端末に、PTOSとPTOSベースで開発されたPOSインターフェイスおよびPOS用ソフトウェアを搭載していた。N5200シリーズ向けの周辺装置（一部制限あり）が接続可能だったほか、N5200がサポートしている規格でのデータ通信に対応、POSソフトはパッケージソフトウエアの他、規模導入店向けにはカスタマイズによる個別対応が可能だったことから、各種専門店（オートバックスセブン他）、食料品店、家電量販店（ヨドバシカメラ他）、コンビニエンスストア（大手ではローソンと合併前のサンクスが採用）、飲食店（すかいらーくなど）など、幅広い業種の多数の企業で使用された。
ビジネスデスクトップアプリケーションソフトとしては、表計算ソフト『LANPLAN』(Microsoft Multiplanのもじり)、ワープロソフト『LANWORD』、データベースソフト『LANFILE』、グラフ作成ソフト『LANGRAPH』などが用意された。
ライバルは富士通のFACOM K-10およびFACOM 9450/FMGシリーズであった。こちらの陣営もLANシリーズ対抗製品としてEPOCシリーズというビジネスデスクトップアプリケーションを発売していた。また、日立製作所の2020やIBMのマルチステーション5550もライバル機種の一つであった。

## 詳細

### ハードウェア
元々、N5200はPC-9800シリーズと非常に似通ったハードウェアアーキテクチャを採用していた。CPUもx86系μPD8086(5MHz)、メモリの割り当てやIOチップもほぼ同じ(ポートもほぼ同じ)。DMACにμPD8237AC-5、割り込みコントローラにμPD8259Aを2個、CRT制御にμPD7220を使用していた。また、オプションとして、RS-232-Cインタフェースを1チャネル、増設メモリ128Kバイト、グラフィック表示用として640ドットx475ドットのグラフ機構、科学演算機構(16/32四則演算、三角関数、平方根、対数等)としてインテルの初期浮動小数点プロセッサであるi8231、HDLCパケット機構(μPD3303、μPD780によるマルチプロセッサ)、JIS第1水準+特殊記号を含む約3,700種の漢字等が用意されていた。当時、NECはパーソナルユースとビジネスユースにて異なる事業展開を行っていた。この為、N5200シリーズが大型コンピューター系の事業部、PC-9800シリーズがパーソナルコンピュータ系の事業部で事業展開を行っていた。

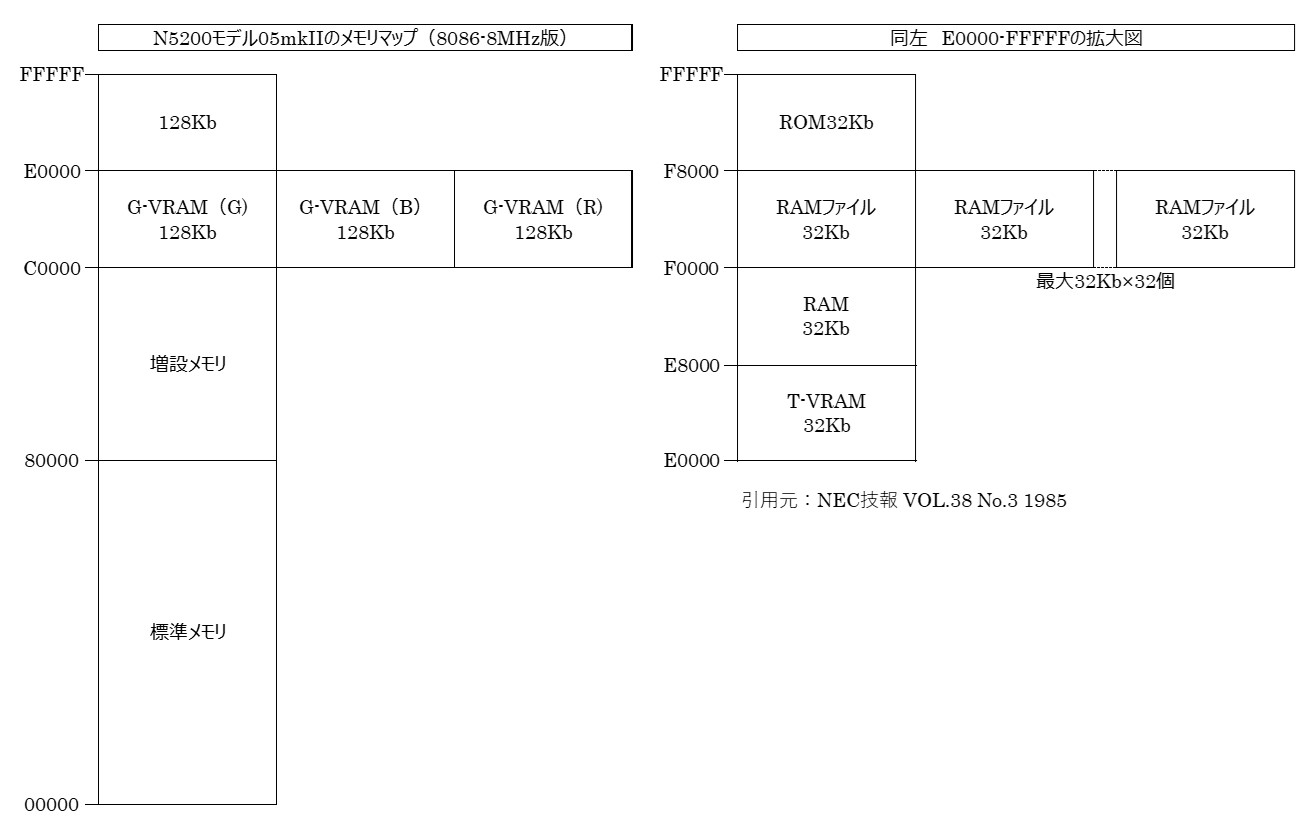
N5200モデル05mkIIのメモリマップ

N5200（初代の機種を除く）の筐体前面部には、PC-9800シリーズには装備されていない、起動するOSをFDD、N5200に接続されたHDD、前述のオフィスプロセッサ（REMOTE）のいずれから取得するかを切り替える専用のスイッチが装備されていた。
補足：
^このOS取得先設定スイッチの設定によりオフィスプロセッサ（N6300は除く）から起動OSを取得（ダウンロード）した場合には、N5200はオフィスプロセッサをサーバとするワークステーションとして動作し、アプリケーションソフトウェアそのものはN5200側で実行された。

### PTOS
PTOS（Personal Terminal Operating System、後年の発表資料ではPersonal Technology Oriented System。）は日本電気がN5200用に開発したオペレーティングシステム。
1981年当時、16ビットパソコン用の汎用OSであるCP/M-86やMS-DOSはまだ米国で開発されて間もなく、機能が乏しい上に日本語処理に対応していなかった。機能の欠落としては、ジョブ管理システムがないため入出力処理と演算処理を同時にできない、メインフレームやオフコンで一般的だった索引順編成ファイルが扱えないことが挙がった。また、OSを自社で開発することで技術力を誇示する狙いもあるとみられた。これらの汎用OSには期待できないとみて、日本電気はN5200用にPTOS、富士通はFACOM 9450用にAPCSを開発した。ただし、それぞれMS-DOSやCP/M-86も用意されている。
PTOSのファイルシステムはメインフレームとの互換性を保つため、IBM形式フロッピーディスクを採用し、文字コードはEBCDICを採用した。コマンドやプログラムの起動方法は、アルファベットでプログラム名を入力する他、あらかじめプログラムを複数登録しておいてテンキーで数字を入力・選択するメニュー選択や、あらかじめ決めたプログラムやキーボード入力を連続的に実行するバッチ処理に対応していた。ユーザーは2つのジョブを同時に実行することができ、また各入出力装置には制御用タスクが用意されて、入出力の終了を待つことなく元のジョブの処理を継続することができた。
PTOSはN5200 model98/105(同U105)以降は、PC-9821シリーズ 98MATE Aの第二世代であるPC-9821Ap2やPC-9821As2及びその後のPC-9821An上で動くPC-PTOSに移行し、N5200シリーズと同じキー配列の PC-PTOSキーボード (PC-9801-114)が付属するPC-PTOSプリインストールモデル(PC-9821Ap2/U8P、PC-9821As2/U7P、PC-9821As2/U8P、PC-9821An/U8P)の環境に引き継がれた。ノート型においてはPTOS用のキー配列のPC-9821Ns/340Pが発売された。 また、LANPLAN/GなどのLANシリーズは、PC-PTOSを経て最終的にはMicrosoft Windows上で動くアプリケーションソフトになった。

## 衰退
1990年代に入ってパソコンの32ビット化が進んでくると、汎用性に乏しいN5200は市場からフェードアウトしていった。元々NECは過剰なダウンサイジングは行き詰ると判断していたこともあり、あくまでACOSのような大型コンピューターが主流に残ると考えていたが、それにしてもマイクロソフト製OSをベースとし、広くサードパーティが展開し時流に乗りやすいPC-9800の方を主役とせざるを得なかった。N5200はACOS連動の限定的な環境として細々とのみ存続し、PC-9800シリーズがPC-9821へと発展したころと同時期に開発が終了した。PTOSの2000年問題もあり、すでにほとんどのPOSシステムがMicrosoft Windowsをベースとした次世代機に移行している。NECはWindows化後もPOS分野で一定のシェアを保っているが、ほとんどがWindowsベースのPOS端末が主流となり、それまでPOSシステム端末に参入していないハードウェアメーカーが多数参入した上、周辺機器についてはOLEPOSやOpenPOS規格が提唱され、周辺機器の規格統一が進んだため、他メーカーPOS端末への乗り換え障壁が格段に少なくなり、他メーカー機種に乗り換えられる例も発生している。
なお、前述の通りPTOSは2000年問題で不都合が出ることが判明しているが、1999年の時点ですでに「過去の規格」とされていたため、対処は行われていない。但し、PC-9800シリーズ用のPC-PTOSについてはVer 2.5以後において対処が行われている。

## 主要なモデル
- N5200/05（1981年7月発表[10]） - 8086 5MHz、モニタ、FDD 一体機 HDDは外付け。オフィスプロセッサのワークステーションとして連携動作する機能はない。最小構成モデルで79万8000円[3]。PTOSの他、CP/M-86、MS-DOS、COBOL、BASICなどをサポート[3]。
- N5200/05mkII（1984年12月[10]） - 05の後継モデル。CPUは8086-2 8MHz。新たに10～20MBのHD内蔵モデルが追加された。テレビCMキャラクター：武田鉄矢

モデル05にはラップトップ型も登場した。オフィスプロセッサのワークステーションとして連携動作する機能が追加された。
- N5200/07（1985年10月[10]）　-　05の上位後継モデル。80286 8MHz。デスクトップ型。PC-98XAと類似の画面モード（1120x780ドット、8色）が追加された。32ビットCPU 80386を搭載したモデル07AD/ADI/ADII/ADIIIに発展。
- N5200/07ws　-　07のワークステーション特化モデル。デスクトップ型でハードディスクは内蔵されていない。
- N5200/03（1987年5月[10]） - PC-9801CVを思わせるようなデザインのモニタ一体機(FDDは3.5インチ×2、HDD内蔵型は3.5インチ×1)と、液晶(STN白黒やカラー)を搭載したラップトップ型(N5200/03L)やノート型(N5200/03Nなど)が存在する。
- N5200/70（1990年1月[10]） - 07の上位後継モデル。32ビットシステムバス、64KBの1次キャッシュメモリ、μPD72120 (AGDC) グラフィックコントローラを搭載。デスクトップ型 i386DX-33MHz PC-H98 mode70相当。この後、H98 model60相当のN5200/60、H98 model80相当のN5200/80が追加された。ただし、これらの機種ではPC-9800シリーズのソフトウェアは動作対象外であった。

そこで、PC-9800シリーズのソフトウェアを公式にサポートする(一部を除く)『98プラットフォーム』の採用を謳い文句に以下のN5200 model98シリーズが発売された。
- N5200 model98/80 - デスクトップ型 i486SX-16MHz PC-H98 model80相当
- N5200 model98/90 - デスクトップ型 i486SX-25MHz PC-H98 model90相当
- N5200 model98/105 - デスクトップ型 i486DX2-66MHz PC-H98 model105相当
- N5200 model98/Ｔ - ラップトップ型